# Pau Orosi

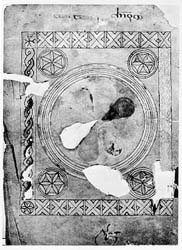
Primer foli de les Historiæ adversum Paganos d'Orosi. Manuscrit del scriptorium de l'abadia de Bobbio,. Biblioteca Ambrosiana de Milà.

Pau Orosi (vers 385 – vers 420), fou un historiador, teòleg i apologista cristià, natural de la Hispània romana (nascut, probablement, a Tarragona (Tarraconense) o a Braga (Gal·làcia).

## Vida
Des del moment en què es feu clergue cristià, prengué part en les controvèrsies del priscil·lianisme, heretgia existent a la península Ibèrica.
Cap al 413 o 414 viatjà a Hipona, a fi de visitar-hi Agustí, del que fou deixeble i amb qui s'hi està un temps. Aquest l'envià a Palestina amb una carta de presentació dirigida a Jeroni d'Estridó, que feia vida monacal a Betlem.
La finalitat de la missió que Agustí li confià (a part de la peregrinació a Terra Santa i potser la "cacera" de relíquies) era l'estudi, conjuntament amb Jeroni, dels punts que unien la teologia priscil·lianista i la d'Orígenes, per a combatre-les millor. Tanmateix, sembla que la seva veritable idea seria la d'auxiliar Jeroni i els altres ortodoxes contra Pelagi, que havia estat condemnat com a heretge pel sínode de Cartago de 411, i que des d'aleshores es refugiava a Síria-Palestina, on les seves idees gaudiren de cert acolliment.
En arribar a Palestina, el 415, fou cridat pel Patriarca de Jerusalem, Joan, per a participar en un sínode local, en el qual Orosi comunicà les decisions del sínode cartaginès celebrat quatre anys abans i hi llegí textos d'Agustí contra Priscil·lià. Amb tot, el seu èxit no fou massa destacat, ja que molts dels cristians orientals ja començaven en aquell temps a no entendre el llatí (de la mateixa manera que els occidentals, començant pel mateix Agustí d'Hipona, ja no entenien el grec). També es diu que hauria quedat sobtat davant de la qüestió que li plantejà Pelagi durant el concili: «et quis est mihi Augustinus?» (i qui és per a mi aquest tal Agustí?).
Tot el que l'hispà Orosi aconseguí fou obtenir el consentiment del Patriarca Joan per enviar cartes i legats per al papa Innocenci I. A finals del 415 o principis del 416 abandonà Palestina, assistint el 416 a un sínode a Cartago. Posteriorment és plausible que es desplacés a Hipona i, posteriorment s'encaminà cap a la península Ibèrica.
Tanmateix, davant de les dificultats d'endinsar-se a les terres peninsulars, s'encaminà cap a Menorca, on arribà vers la tardor de l'any 417 i hi deixà les relíquies del primer màrtir cristià, sant Esteve (lapidat vers el 37, poc abans de la conversió de Pau de Tars). La presència d'aquestes relíquies a Magona (actual Maó), ciutat dominada pels prohoms jueus, segons el que es despèn dels testimonis del bisbe Sever de Menorca i del laic Consenci (corresponsal d'Agustí d'Hipona), serví de catalitzador per a obtenir la conversió de la població judaica de l'illa al cristianisme.

## Obres

### Consultatio
La primera obra d'Orosi, titulada Consultatio sive commonitorium ad Augustinum de errore Priscillianistarum et Origenistarum (Consulta o advertències d'Agustí sobre l'error dels priscil·lianistes i els origenistes), explica el seu objectiu en el mateix títol. Fou escrita poc després de la seva arribada a Àfrica, havent estat generalment impresa amb la resposta que Agustí en feu, en el seu Contra Priscillianistas et Origenistas liber ad Orosium.

### Liber apologeticus
El seu segon tractat, Liber apologeticus de arbitrii libertate (En defense del lliure albir), fou escrit durant la seva estada a Palestina, i té relació amb la controvèrsia que l'hi portà. Es tracta d'una crítica entusiasta contra el pelagianisme.

### Historiae adversum paganos

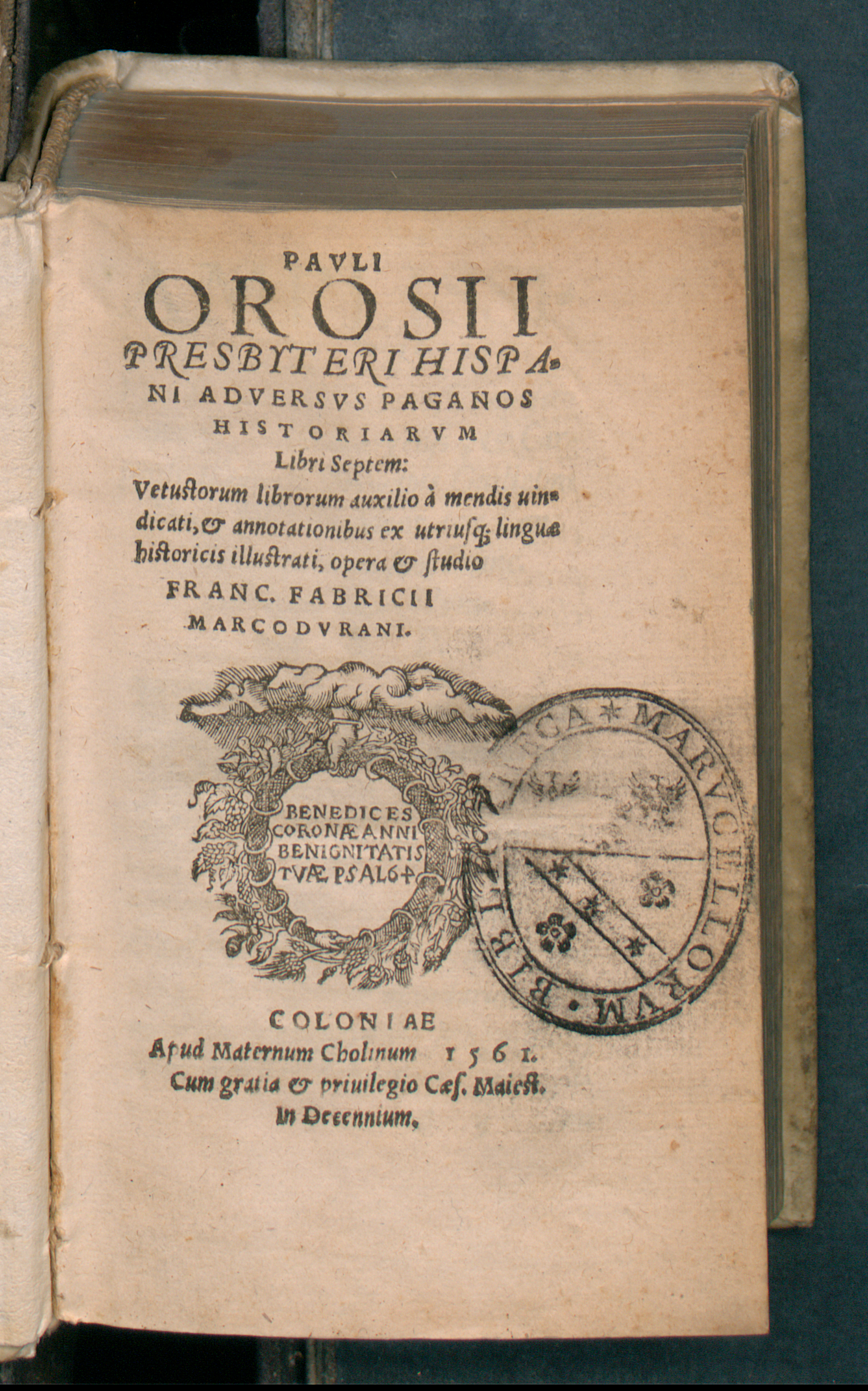
Historiae adversus paganos, 1561

Les Historiæ adversum Paganos (Històries contra els pagans) foren escrites a suggeriment d'Agustí, davant del fet del saqueig de Roma (410) pels visigots d'Alaric I, que afligí notablement el sant nord-africà, així com a altres notables cristians de l'època, com Jeroni o Ambrós. Agustí, a qui està dedicada l'obra d'Orosi, estava escrivint el seu De Civitate Dei (la ciutat de Déu), en el tercer llibre del qual Agustí demostra que l'Imperi Romà sofria calamitats tant abans com després de declarar el cristianisme com a religió oficial, contra la tesi pagana segons la qual el fet d'haver abandonat la religió dels romans era la causa de tals calamitats.
Agustí volia que això fos demostrat mitjançant una obra que analitzés per complet la història de totes les poblacions de l'antiguitat, amb la idea fonamental que és Déu qui determina el destí de les nacions. Amb base en la seva teoria, dos imperis havien governat el món, bàsicament: Babilònia a l'orient i Roma a l'occident. Roma havia rebut l'herència de Babilònia a través dels imperis Macedoni i Cartaginès. Així sosté que hi hagué quatre grans imperis en la història, una idea àmpliament acceptada a l'edat mitjana.
El primer llibre descriu breument el món i en traça la història des del Diluvi universal fins a la fundació de Roma. El segon proporciona la història de Roma fins al saqueig de la ciutat per obra dels gals, de Pèrsia fins a Cirus i de Grècia fins a la batalla de Cunassa. El tercer s'ocupa principalment de l'imperi macedoni sota Alexandre el Gran i els seus successors, així com la història romana contemporània. El quart porta la història de Roma fins a la destrucció de Cartago. Els darrers tres llibres tracten només la història romana, des de la destrucció de Cartago fins als dies de l'autor.
L'obra, acabada el 418 mostra els rastres d'una certa pressa. A més de la Sagrada Escriptura i de la Crònica d'Eusebi revisada per Jeroni, emprà com a fons Titus Livi, Eutropi, Juli Cèsar, Suetoni, Florus i Justí.
D'acord amb la seva finalitat apologètica, hi són descrites totes les calamitats sofertes per les diverses poblacions. Malgrat ser superficial i fragmentària, l'obra és apreciable perquè conté informació contemporània sobre el període posterior al 378.
Fou àmpliament utilitzada durant l'edat mitjana com a compendi. Coneguda com a Hormesta, Ormesta o Ormista mundi, tal com fou anomenada no se sap perquè, aviat atenyé una gran popularitat i fou present a totes les biblioteques medievals mínimament importants, esdevenint Orosi un autor de gran influència i font dels treballs de posteriors compiladors, des de Cassiodor fins a Pau el Diaca, passant per Isidor de Sevilla i Beda el Venerable. N'han pervingut fins a 200 manuscrits.
El rei Alfred el Gran la traduí a l'anglès al segle ix. També fou traduïda a l'àrab a Còrdova, durant el regnat del califa Al-Hakam II. En el regnat de Pere el Cerimoniós, Domingo de García Martín, sota el patrocini de Joan Fernández de Heredia, en feu, a Avinyó, una traducció a l'aragonès, prenent com a font la traducció italiana de Bono Giamboni.

## Llista d'obres
- Conservades:
  - I. Historiarum adversus Paganos Libri VII
  - II. Liber apologeticus de arbitrii libertate
  - III. Commonitorium ad Augustinum
  - IV. Epistolae ad Augustinum
- Altres obres atribuïdes:
  - 1. Dialogus sexaginta quinque Quaestionum Orosii percontantis et Augustini respondentis
  - 2. Quaestiones de Trinitate et aliis Scripturae Sacrae Locis ad Augustinum
  - 3. Commentarium in Criticum Canticorum
  - 4. De Ratione Animae